# Dymitr (Jelisiejew)
Dymitr, imię świeckie Witalij Wiktorowicz Jelisiejew (ur. 1 listopada 1961 w Szolnoku) – rosyjski biskup prawosławny.

## Życiorys
Pochodzi z rodziny wojskowego. W 1983 ukończył wyższą szkołę inżynierii pancernej w Kijowie i przez kolejne czternaście lat służył w armii radzieckiej, a następnie rosyjskiej, w zabajkalskim okręgu wojskowym. W grudniu 1997 odszedł ze służby i został prywatnym sekretarzem biskupa czyckiego Innocentego. W 1998 ukończył kurs przygotowujący do kapłaństwa. 8 marca tego samego marca w cerkwi Zmartwychwstania Pańskiego w Czycie został wyświęcony na diakona przez biskupa Innocentego, on też 10 marca udzielił mu święceń kapłańskich. W maju tego samego roku został proboszczem parafii Przemienienia Pańskiego w Czycie. Od września 1999 był dziekanem dekanatu czyckiego.
6 grudnia 2001 został postrzyżony na mnicha przez biskupa czyckiego i zabajkalskiego Eustachego, przyjmując imię zakonne Dymitr na cześć św. Dymitra z Rostowa. Rok później został spowiednikiem duchowieństwa eparchii czyckiej, a w 2003 także kapelanem formacji kozackich Zabajkala. W 2004 otrzymał godność igumena. Wtedy też został spowiednikiem prawosławnego gimnazjum w Czycie, które to obowiązki sprawował przez dziesięć lat.
Był delegatem na Sobór Lokalny Rosyjskiego Kościoła Prawosławnego w 2009. W maju tego samego roku został proboszczem parafii we wsiach Agninskoje, Jasnogorsk, Nowoorłowsk, Mogojtuj, Niżnyj Casuczej oraz Ołowiannaja, opiekował się również pozostałymi cerkwiami w rejonach agnińskim, mogojtujskim, ołowiannickim i onońskim. W 2010 został ponownie dziekanem dekanatu czyckiego, proboszczem parafii Przemienienia Pańskiego w Czycie oraz przełożonym monasteru Zaśnięcia Matki Bożej w Czycie-Mołokowce. Od 2010 był kapelanem Zabajkalskiego wojskowego towarzystwa kozackiego oraz członkiem kolegium kapelanów przy synodalnym komitecie ds. współpracy z kozactwem, w tym samym roku powierzono mu również koordynowanie współpracy eparchii czyckiej z siłami zbrojnymi; w 2013 został kierownikiem oddziału wykształcenia religijnego i katechizacji. W trybie zaocznym w 2011 ukończył studia teologiczne na Moskiewskiej Akademii Duchownej. W 2010 wszedł do Rady Społecznej przy Wydziale ds. Kraju Zabajkalskiego MSW Rosji oraz przy wydziale spraw wewnętrznych Zarządu Transportu Kraju Zabajkalskiego.
W marcu 2014 po raz trzeci został dziekanem dekanatu czyckiego oraz proboszczem parafii św. Innocentego Moskiewskiego w Czycie. Po podziale dekanatu został dziekanem II dekanatu czyckiego miejskiego, powierzono mu również stanowisko kierownictwa oddziału informacyjno-wydawniczego eparchii. Od 2013 zasiadał w Izbie Społecznej Kraju Zabajkalskiego, w komisji ds. kultury, moralności, stosunków międzyetnicznych i dialogu międzywyznaniowego.
25 grudnia 2014 Święty Synod Rosyjskiego Kościoła Prawosławnego nominował go na biskupa nerczyńskiego i krasnokamieńskiego. W związku z tą decyzją otrzymał 4 stycznia 2015 godność archimandryty. Jego chirotonia biskupia miała miejsce 22 lutego 2015 w soborze Chrystusa Zbawiciela w Moskwie pod przewodnictwem patriarchy antiocheńskiego Jana X. Oprócz zarządzania eparchią nerczyńską, od czerwca 2016 pełnił czasowo obowiązki zwierzchnika eparchii czyckiej (i metropolii zabajkalskiej). W grudniu tego samego roku Święty Synod wyznaczył go na ordynariusza tychże administratur.
W 2017 otrzymał godność metropolity.